# (9295) Donaldyoung
(9295) Donaldyoung est un astéroïde de la ceinture principale.

## Description
(9295) Donaldyoung est un astéroïde de la ceinture principale. Il fut découvert le 2 septembre 1983 à la station Anderson Mesa par Edward L. G. Bowell. Il présente une orbite caractérisée par un demi-grand axe de 2,39 UA, une excentricité de 0,14 et une inclinaison de 6,3° par rapport à l'écliptique.

## Compléments